# Ramzi Ben Sliman
Ramzi Ben Sliman, né en 1982 à Paris, est un réalisateur et scénariste français,,.
Il étudie l’économétrie au magistère de l’École Normale Supérieure ainsi qu'à l'école Centrale Paris (master 2 modélisation économie-environnement) et enseigne les mathématiques à l’Université, qu’il quitte très vite pour travailler au théâtre. ll adapte et dirige le roman d'Albert Camus L’Étranger au Théâtre 14.
Son premier long-métrage, Ma révolution, a été présenté en avant-première mondiale à la Berlinale 2016. En 2023, il sort un second long métrage produit par la maison de production Gaumont : Neneh Superstar.
Sa filmographie pourrait se résumer à cette question et réponse : « Qu’est-ce que l’on fait de sa singularité ? » s’interroge Ramzi Ben Sliman. « On l’affirme, parce qu’aujourd’hui on le peut ! » assure le réalisateur dans la foulée.

## Filmographie

### Réalisateur

#### Courts métrages
- 2007 : Mon homme[2]
- 2010 : En France[8]
- 2019 : Grand hôtel Barbès[2]

#### Longs métrages
- 2016 : Ma révolution[2],[9]
- 2022 : Neneh Superstar[10],[11],[12]

#### Scénariste
- 2023 : Le Jeune Imam de Kim Chapiron[2]

## Distinctions

### Récompenses
- Mon Premier Festival 2022 : Prix du jury du meilleur film pour Neneh Superstar[13]

### Nominations
- Berlinale 2016 : Nommé pour le prix Crystal Bear du meilleur long métrage dans la sélection «Generation 14plus» pour Ma révolution[14].
- Festival international du cinéma indépendant PKO Off Camera 2016 : Nommé pour le prix du meilleur long métrage pour Ma révolution[15],[16].
- Festival du Film de Demain 2022 : Nommé pour le prix du meilleur long métrage pour Neneh Superstar[17].
- 31e Festival du film français de Yokohama : sélectionné pour le film Neneh Superstar[18]